# Файлово разширение
Файловото разширение е суфикс (разделен от основното файлово име с точка) към файловото име на един компютърен файл, приложено, за да индикира разкодирането (файлов формат) на неговото съдържание или ползване. Някои от файловите разширения са .png, .exe, .dmg и други.
Някои файлови системи ограничават дължината на разширението (като FAT файлова система, която не позволява повече от три знака), докато други (като например NTFS) не я ограничават. Unix-файловите системи приемат разделителя точка като позволен знак.
Имената на файловите разширения могат да бъдат считани за вид метаданни. Обикновено те се използват, за да представият информация за начина, по който могат да се съхраняват данни във файл.
|  | Тази страница частично или изцяло представлява превод на страницата Filename extension в Уикипедия на английски. Оригиналният текст, както и този превод, са защитени от Лиценза „Криейтив Комънс – Признание – Споделяне на споделеното“, а за съдържание, създадено преди юни 2009 година – от Лиценза за свободна документация на ГНУ. Прегледайте историята на редакциите на оригиналната страница, както и на преводната страница, за да видите списъка на съавторите. ВАЖНО: Този шаблон се отнася единствено до авторските права върху съдържанието на статията. Добавянето му не отменя изискването да се посочват конкретни източници на твърденията, които да бъдат благонадеждни. |